# Октябрьское (Приморский край)
Октябрьское — село в Ханкайском районе Приморского края России.
Является административным центром муниципального образования Сельское поселение Октябрьское, в который входят сёла Люблино, Майское, Новониколаевка и Октябрьское.

## История
Первые строения в селе были поставлены в 1929 году. Первые годы жители выращивали сою. Хозяйство не давало никакой продукции, и так вплоть до 1932 года. Работа проводилась вручную. Для уборки урожая мобилизовывалось все село. В 1930 году стали выращивать рис. Для этого на реке Комиссаровка выстроили плотину. Позднее в селе был образован совхоз «Ханкайский».
Перед Великой Отечественной войной совхоз был крепким хозяйством. Трудно пришлось в военные годы сельчанам, почти все мужчины ушли на фронт, в совхозе остались работать в основном одни женщины и дети.
С конца 60-х годов совхоз «Ханкайский» был переименован в «Авангард». Были созданы плавучие насосные станции, прорыт временный канал. Центральную улицу с. Октябрьского — Советскую украсили современные здания Дома культуры, школы, детского сада, магазина, общежития. На окраинах села расположились производственные помещения: молочно-товарная ферма, мастерские, ток с сушилкой. Село Октябрьское было центральной усадьбой крупнейшего в районе рисоводческого совхоза «Авангард».
Во время перестройки совхоз был преобразован в товарищество с ограниченной ответственностью, в настоящее время он реорганизован в СХПК «Октябрьское».

## Население
| 2002 | 2005 | 2010 |
| ---- | ---- | ---- |
| 614  | ↘613 | ↘537 |